# Adam Rosławski
Adam Rosławski (ur. 8 września 1916 w Krakowie, zm. 5 października 2001 we Wrocławiu) – polski lekarz internista i reumatolog, profesor, nauczyciel akademicki. 

## Życiorys
Ukończył studia na Wydziale Lekarskim Uniwersytetu Jagiellońskiego w 1947 r., doktoryzował się na Wydziale Lekarskim Akademii Medycznej we Wrocławiu w 1961 r., a habilitację uzyskał sześć lat później. Nominację na profesora uzyskał w 1973 r.
Zawodowo związany z I Kliniką Chorób Wewnętrznych Akademii Medycznej we Wrocławiu od 1950 do 1957 r., po czym objął posadę ordynatora Oddziału Reumatologii Szpitala Wojewódzkiego im. J. Babińskiego we Wrocławiu. 10 lat później podjął pracę w Wyższej Szkole (później Akademii) Wychowania Fizycznego we Wrocławiu i pracował tam do 1986 r., sprawując w tym czasie funkcje kierownika Zakładu Usprawniania Leczniczego (1969–1970), kierownika Katedry Kontroli Lekarskiej (1970–1971), kierownika Zakładu Rehabilitacji (1971–1975), kierownika Zakładu Rehabilitacji i Higieny (1975–1976), dyrektora Instytutu Nauk Biologicznych (1975–1976), dyrektora Instytutu Nauk Biologicznych i Higieny (1976–1979), dyrektora Instytutu Rehabilitacji Ruchowej (1977–1981), kierownika Zakładu Rehabilitacji w Chorobach Wewnętrznych (1979–1986) oraz kierownika Katedry Rehabilitacji (1982–1986).
Zmarł w 2001 r. Został pochowany na cmentarzu Osobowickim.